# 潘永钟
潘永钟（1964年—），广西武宣人，壮族，中华人民共和国政治人物、第十一届全国人民代表大会广西地区代表。
毕业于广西师范大学课程与教学论专业。加入民盟。担任广西南宁市教育局副局长、民盟南宁市委员会副主任委员。2008年起担任全国人大代表。